# Хайме Вільєгас
Хайме Вільєгас (ісп. Jaime Villegas, нар. 5 липня 1950, Ла-Сейба) — гондураський футболіст, що грав на позиції захисника за клуб «Реал Еспанья», а також національну збірну Гондурасу.

## Клубна кар'єра
У дорослому футболі дебютував 1968 року виступами за команду клубу «Реал Еспанья», кольори якої і захищав протягом усієї своєї кар'єри гравця, що тривала цілих вісімнадцять років. За цей час провів у національній першості 309 матчів, що на той час було рекордним показником для гондураського футболу.

## Виступи за збірну
1973 року дебютував в офіційних матчах у складі національної збірної Гондурасу. Протягом кар'єри у національній команді, яка тривала 13 років, провів у формі головної команди країни 32 матчі.
У складі збірної був учасником чемпіонату світу 1982 року в Іспанії, де взяв участь в усіх трьох іграх групового етапу, після якого його команди закінчила виступи на турнірі, записавши утім собі да активу нічиї в іграх з Північною Ірландією та господарями фінальної частини мундіалю іспанцями.

## Подальше життя
У травні 2010 року був обраний президентом рідного клубу, «Реал Еспанья», а згодом став його спортивним директором.

## Титули і досягнення
- Переможець Чемпіонату націй КОНКАКАФ: 1981
- Срібний призер Чемпіонату націй КОНКАКАФ: 1985